# Formica aquilonia
Formica aquilonia (Yarrow, 1955) è una formica appartenente alla sottofamiglia Formicinae, diffusa in Europa.

## Distribuzione e habitat
Specie strettamente alpina presente dalle Alpi Orientali alla Siberia e dal Nord Italia alla Norvegia del Nord.